# Banten (province)
Pour les articles homonymes, voir Banten.
Banten est une province d'Indonésie située à l'extrémité occidentale de l'île de Java. Elle est bordée à l'ouest par le détroit de la Sonde, au nord par la mer de Java, à l'est par le territoire spécial de Jakarta et la province de Java occidental et au sud par l'océan Indien. Son territoire correspond à l'ancienne residentie (circonscription administrative) de Banten de l'époque des Indes néerlandaises, elle-même créée à partir de l'ancien sultanat du même nom.
La province porte le nom de l'ancienne ville de Banten, mais sa capitale est Serang.

## Géographie
La province de Banten est bordée :
- Au nord, par la mer de Java,

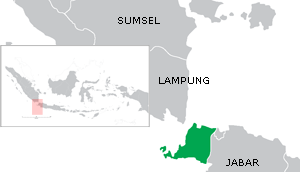
La province de Banten

- À l'est, par la province de Java occidental,
- Au sud, par l'océan Indien et
- À l'ouest, par le détroit de la Sonde.

## Divisions administratives
La province de Banten est divisée en quatre kabupaten :
- Lebak (Rangkasbitung)
- Pandeglang (Pandeglang)
- Serang (Ciruas)
- Tangerang (Tigaraksa)

et quatre kota :
- Cilegon
- Serang
- Tangerang
- Tangerang du Sud

## Histoire

### Laresidentiede Banten

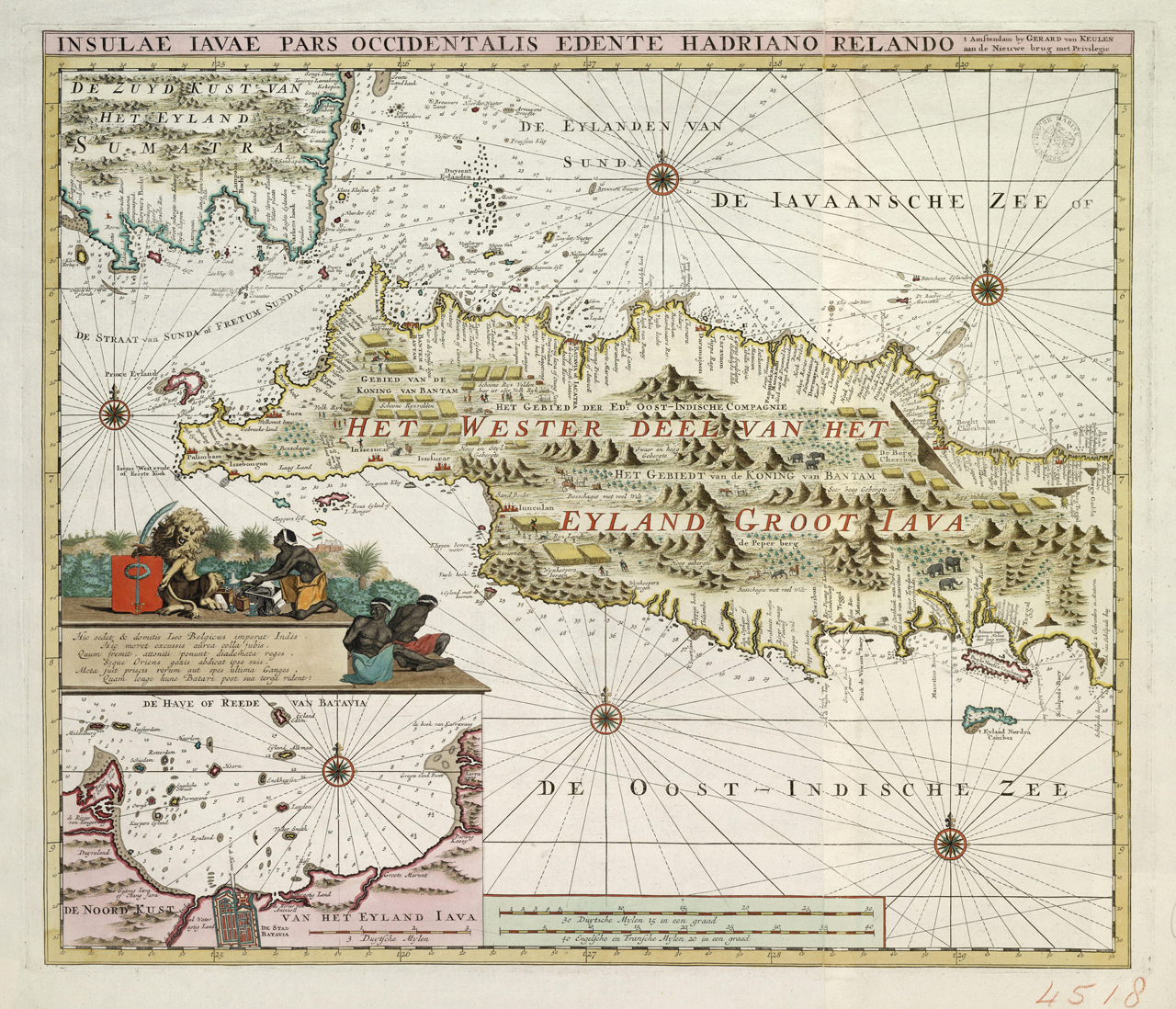
Carte hollandaise de 1718 indiquant comme "gebiedt van de koning van Bantam" ("territoire du roi de Banten") non seulement l'actuelle province mais aussi la partie méridionale de l'actuelle province de Java occidental.
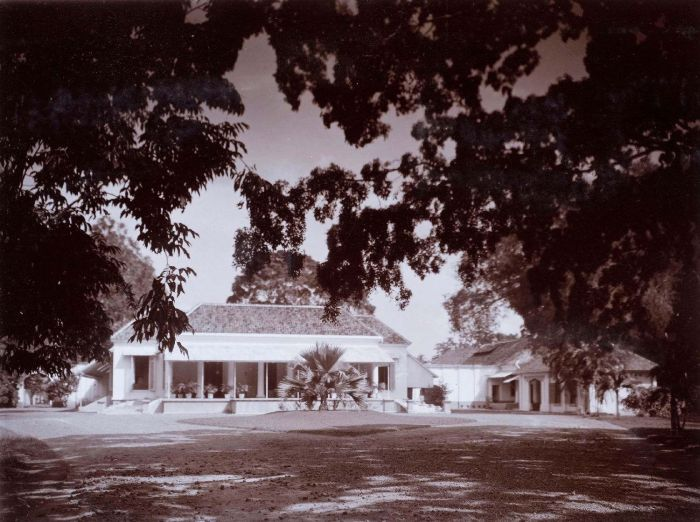
La demeure du resident de Banten (vers 1920).
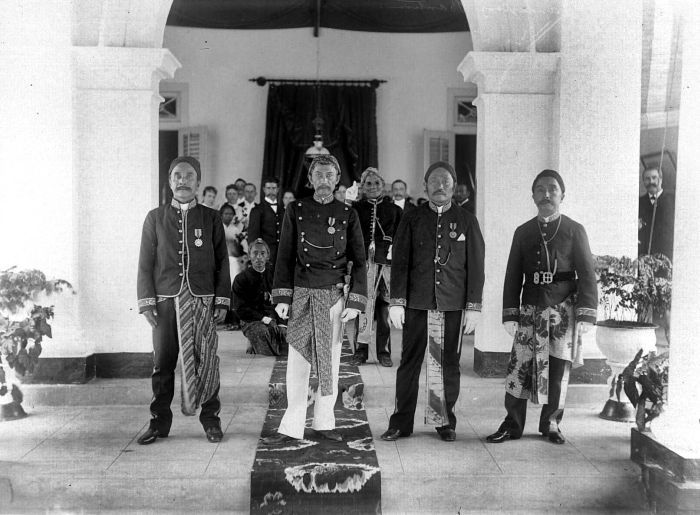
Les regenten de la residentie de Banten réunis à Serang.

## Démographie

### Langue et culture
La langue de Banten est un dialecte soundanais.
Toutefois, la majorité des habitants de la province parlent le soundanais, qui en est distinct.

### Religion
|                | Quantité   | %      |
| -------------- | ---------- | ------ |
| Islam          | 11 823 585 | 94,82% |
| Protestantisme | 328 432    | 2,63%  |
| Catholicisme   | 151 301    | 1,21%  |
| Bouddhisme     | 146 285    | 1,17%  |
| Autres         | 20 394     | 0,16%  |

## Économie
Le pôle économique de la province est la ville industrielle de Cilegon, qui s'est développée autour de l'aciérie de la société PT Krakatau Steel, à l'origine filiale de Pertamina, la société pétrolière d'Etat indonésienne. Krakatau Steel appartient maintenant au groupe indien SPAT.
L'aéroport international de Jakarta Soekarno-Hatta se trouve dans la province.